# Stanisław Kozioł
Stanisław Kozioł (ur. 14 grudnia 1911 w Nowych Żukowicach, zm. 11 sierpnia 2001) – polski polityk ruchu ludowego, poseł na Sejm PRL IV, V i VI kadencji.

## Życiorys
Był synem Jana i Agaty. W czasie studiów na Uniwersytecie Jagiellońskim działał w Polskiej Akademickiej Młodzieży Ludowej. Był też sekretarzem Zarządu Powiatowego Związku Młodzieży Wiejskiej RP „Wici” w Tarnowie. W 1933 za działalność polityczną został aresztowany. Uzyskał tytuł inżyniera rolnictwa. Od 1935 do 1941 zatrudniony był w administracji skarbowej i miejskiej w Łomży. Po II wojnie światowej wstąpił do Polskiego Stronnictwa Ludowego, z którego pod koniec 1946 przeszedł do Stronnictwa Ludowego, które w listopadzie 1949 wraz z PSL utworzyło Zjednoczone Stronnictwo Ludowe. Od 1949 do 1950 był prezesem Wojewódzkiego Zarządu Związku Samopomocy Chłopskiej w Krakowie.
W latach 1948–1952 i 1954–1965 zasiadał w Wojewódzkiej Radzie Narodowej w Krakowie, od 1954 do 1956 będąc członkiem jej prezydium. Pełnił też funkcję kierownika Wydziału Rolnictwa i Leśnictwa WRN. W latach 1952–1954 był rejestrowany jako informator Ministerstwa Bezpieczeństwa Publicznego. Był w latach 1962–1972 prezesem Wojewódzkiego Komitetu ZSL w Krakowie, zasiadał też w Naczelnym Komitecie partii. W 1965, 1969 i 1972 uzyskiwał mandat posła na Sejm PRL w okręgu Wadowice. Przez trzy kadencje zasiadał w Komisji Planu Gospodarczego, Budżetu i Finansów, a w trakcie VI pełnił funkcję zastępcy przewodniczącego Komisji Drobnej Wytwórczości, Spółdzielczości Pracy i Rzemiosła. Od 1973 do 1980 był członkiem Głównej Komisji Rewizyjnej ZSL.
Pochowany na krakowskim Cmentarzu Salwatorskim.

## Odznaczenia
- Order Sztandaru Pracy II klasy
- Krzyż Kawalerski Orderu Odrodzenia Polski
- Złoty Krzyż Zasługi (dwukrotnie, w 1949[2] i w 1955[3])
- Medal 10-lecia Polski Ludowej
- Odznaka 1000-lecia Państwa Polskiego